# Cohors scutata civium Romanorum
Die Cohors scutata civium Romanorum (deutsch Kohorte scutata der römischen Bürger) war eine römische Auxiliareinheit. Sie ist durch ein Militärdiplom und Inschriften belegt.

## Namensbestandteile
- Cohors: Die Kohorte war eine Infanterieeinheit der Auxiliartruppen in der römischen Armee.

- scutata: mit dem Scutum ausgerüstet.

- civium Romanorum: der römischen Bürger. Entweder wurden die Soldaten der Kohorte bei Aufstellung der Einheit aus römischen Bürgern rekrutiert oder den Soldaten der Einheit war das römische Bürgerrecht zu einem bestimmten Zeitpunkt verliehen worden. Für Soldaten, die nach diesem Zeitpunkt in die Einheit aufgenommen wurden, galt dies aber nicht. Sie erhielten das römische Bürgerrecht erst mit ihrem ehrenvollen Abschied (Honesta missio) nach 25 Dienstjahren.

Da es keine Hinweise auf die Namenszusätze milliaria (1000 Mann) und equitata (teilberitten) gibt, ist davon auszugehen, dass es sich um eine Cohors quingenaria peditata, eine reine Infanterie-Kohorte, handelt. Die Sollstärke der Einheit lag bei 480 Mann, bestehend aus 6 Centurien mit jeweils 80 Mann.

## Geschichte
Der erste gesicherte Nachweis der Einheit in der Provinz Aegyptus beruht auf einem Diplom, das auf 206 datiert ist. In dem Diplom wird die Kohorte als Teil der Truppen (siehe Römische Streitkräfte in Aegyptus) aufgeführt, die in der Provinz stationiert waren.
Letztmals erwähnt wird die Einheit in der Notitia dignitatum unter dem Oberkommando des Dux Thebaidos für den Standort Mutheos.

## Standorte
Standorte der Kohorte in Aegyptus waren möglicherweise:
- Alexandria: die Inschrift (CIL 3, 6610) wurde hier gefunden.
- Mutheos: Die Einheit wird in der Notitia dignitatum für diesen Standort aufgeführt.
- Ptolemais Hermeiou: die Inschrift (CIL 3, 12069) wurde in einem Steinbruch bei Ptolemais Hermeiou gefunden.

## Angehörige der Kohorte
Folgende Angehörige der Kohorte sind bekannt:

### Kommandeure
| - [] Longeius Ra[]us, ein Präfekt (CIL 8, 25846) | - Marcus Tarquitius Saturninus, ein Präfekt |

### Sonstige
| - Anton(ius), ein Centurio (um 1/99) (CIL 3, 6610) | - C(aius) Sulpicius Aper, ein Soldat (CIL 3, 6610) |